# Loïc Prévot
Loïc Prévot (* 10. Februar 1998 in Remire-Montjoly, Französisch-Guyana) ist ein französischer Leichtathlet, der sich auf den Sprint spezialisiert hat. Mit der französischen 4-mal-400-Meter-Staffel wurde er 2023 Vizeweltmeister.

## Sportliche Laufbahn
Erste internationale Erfahrungen sammelte Loïc Prévot bei den CARIFTA-Games 2015 in Basseterre, bei denen er im 200-Meter-Lauf in 21,52 s den sechsten Platz belegte und über 400 Meter in 47,78 s auf Rang fünf gelangte. Anschließend erreichte er bei den Jugendweltmeisterschaften in Cali über beide Distanzen das Halbfinale, in dem er mit 21,78 s bzw. 47,03 s ausschied. Im Jahr darauf gelangte er bei den CARIFTA-Games in St. George’s über 200 Meter in 21,16 s auf Rang fünf und wurde im 400-Meter-Lauf in 46,91 s Vierter. Daraufhin nahm er über 200 Meter an den U20-Weltmeisterschaften in Bydgoszcz teil, konnte dort aber seinen Vorlauf nicht beenden. Bei den CARIFTA-Games 2017 in Willemstad klassierte er sich über 400 Meter in 48,92 s auf Rang sieben und anschließend nahm er mit der französischen 4-mal-100-Meter-Staffel an den U20-Europameisterschaften in Grosseto teil und verhalf dort der Mannschaft zum Finaleinzug. 2018 nahm er an den Zentralamerika- und Karibikspielen in Barranquilla teil und erreichte dort über 200 Meter das Halbfinale, in dem er mit 21,58 s ausschied, während er über 400 Meter mit 47,40 s in der ersten Runde scheiterte.
2019 belegte er bei den U23-Europameisterschaften in Gävle in 21,21 s den sechsten Platz über 200 Meter und gewann mit der 4-mal-400-Meter-Staffel in 3:05,36 min die Bronzemedaille hinter den Teams aus Deutschland und dem Vereinigten Königreich. Bei den World Athletics Relays 2021 im polnischen Chorzów verhalf er der französischen 4-mal-400-Meter-Staffel zum Finaleinzug. Im Jahr darauf belegte er bei den Weltmeisterschaften in Eugene mit 3:01,35 min im Finale den siebten Platz mit der Staffel und gewann anschließend bei den Europameisterschaften in München in 2:59,64 min gemeinsam mit Gilles Biron, Téo Andant und Thomas Jordier die Bronzemedaille hinter den Teams aus dem Vereinigten Königreich und Belgien. Im Jahr darauf verhalf er der Staffel bei den Weltmeisterschaften in Budapest zum Finaleinzug und trug somit zum Gewinn der Silbermedaille bei.
2021 wurde Prévot französischer Hallenmeister im 200-Meter-Lauf.

## Persönliche Bestleistungen
- 100 Meter: 10,39 s (+1,1 m/s), 9. April 2016 in Kourou
  - 60 Meter (Halle): 6,87 s, 19. Januar 2019 in Lyon
- 200 Meter: 20,72 s (+0,7 m/s), 23. Juni 2019 in Saint-Étienne
  - 200 Meter (Halle): 21,13 s, 17. Februar 2019 in Miramas
- 400 Meter: 45,47 s, 11. Juni 2022 in Genf
  - 400 Meter (Halle): 47,88 s, 14. Februar 2016 in Nantes